# Sakdiphonlasep
Prinz Sakdiphonlasep (mit Titulatur Somdet Phra Bowonratchachao Maha Sakdiphonlasep, thailändisch สมเด็จพระบวรราชเจ้ามหาศักดิพลเสพ; * 21. Oktober 1785 in Bangkok; † 1. Mai 1832 ebendort) war von 1824 bis zu seinem Tod Uparat („zweiter König“) in Siam.

## Leben
Sakdiphonlasep wurde als Sohn von König Rama I. (postum Phra Phutthayotfa Chulalok, reg. 1782 bis 1809) und dessen Nebenfrau Nuiyai geboren und erhielt zunächst den Namen Arunotai. Später machte man ihn zum Krommamuen Sakdiphonlasep und kommandierte ihn zusammen mit seinem Halbneffen Prinz Chetsadabodin (dem späteren König Rama III.) in den Kampf nach Birma.
Sakdiphonlasep Halbbruder, König Rama II., hatte vor seinem unerwarteten Tod 1824 keinen Thronerben ernannt, deshalb musste der Thronrat und der Adel einen Nachfolger suchen. Der natürliche Thronerbe wäre Prinz Mongkut, der spätere König Rama IV. (reg. 1851 bis 1868) gewesen, doch entschied man sich für Chetsadabodin, der als Rama III. den Thron bestieg. Er ernannte nach seiner Krönung sogleich seinen Onkel Sakdiphonlasep am 21. Juli 1824 zu seinem Uparat.
1825 wurde Siam in den Britisch-Birmanischen Krieg hineingezogen, was König Anuvong von Vientiane zu einem Aufstand veranlasste. Der König sandte daraufhin Sakdiphonlasep und General Bodindecha in den Isan, im Nordosten des heutigen Thailands, um den Aufstand niederzuwerfen. Anuvong musste nach Annam fliehen und seine Hauptstadt Vientiane wurde zerstört.
Sakdiphonlasep ließ den Tempel Wat Bowonniwet errichten, den heutigen Sitz der Sangharaja. Prinz Mongkut ließ sich dort ordinieren, um den Hofintrigen zu entgehen, und wurde Abt. 1829 ordnete er die Verlegung des Buddha Chinnarat aus dem Wat Phra Sri Rattana Mahathat in Phitsanulok in den Tempel nach Bangkok an. Da sie aber heute noch in Phitsanulok steht, handelte es sich wohl um eine Kopie der Statue.
Da Sakdiphonlasep bereits 1832 verstarb, ernannte Rama III. keinen Nachfolger.
| Personendaten    | Personendaten |
| ---------------- | --- |
| NAME             | Sakdiphonlasep |
| ALTERNATIVNAMEN  | Somdet Phra Bowonratchachao Maha Sakdiphonlasep (vollständiger Name); สมเด็จพระบวรราชเจ้ามหาศักดิพลเสพ (Thai); Arunotai |
| KURZBESCHREIBUNG | siamesischer Uparat (1824–1832)                                                                                     |
| GEBURTSDATUM     | 21. Oktober 1785 |
| GEBURTSORT       | Bangkok |
| STERBEDATUM      | 1. Mai 1832 |
| STERBEORT        | Bangkok |